# Baryphthengus
Baryphthengus là một chi chim trong họ Momotidae.